# David Robinson Orobio
David Classen Robinson Orobio (Ciudad de Panamá, Panamá; 9 de noviembre de 1960) es un biólogo botánico, profesor y escritor panameño.

## Biografía
Nació en Ciudad de Panamá, en el corregimiento de Juan Díaz. Obtuvo un Bachillerato en Ciencias en el Colegio José Antonio Remón Cantera. En 1990 obtuvo una licenciatura en Biología con especialización en Botánica en la Universidad de Panamá, un profesorado en Educación Media con especialización en Biología y un diplomado en creación literaria otorgado en la Universidad Tecnológica de Panamá en el 2001.
Es sobrino de Estanislao Orobio Williams, uno de los estudiantes que participaron en la gesta del Día de los Mártires.
Robinson empezó a escribir a los 14 años producto de haber sufrido de acoso escolar.
Fue miembro del colectivo Umbral y José Martí y miembro fundador de la Asociación de Escritores de Panamá.

### Libros
Su primer libro fue "En las cosas del amor" (1991). Este fue su carta de presentación en el mundo literario y con el cual ganó Mención de Honor en el Premio de Poesía León A. Soto. Primer lugar en cuento del Concurso Pictórico Literario del IPEL y Tercer lugar en Poesía del Concurso Pictórico Literario del IPEL.
- Robinson Orobio, David (2021). Los versos del cascarrabias. Ediciones Pensar.
- Robinson Orobio, David (1995). Soledades pariendo. Editorial Autógrafo. ISBN 978-9962-8860-3-7. (enlace roto disponible en Internet Archive; véase el historial, la primera versión y la última).
- Robinson Orobio, David (1999). La canción atrevida. ISBN 978-9962-02-049-3. (enlace roto disponible en Internet Archive; véase el historial, la primera versión y la última).
- Robinson Orobio, David (2002). Vértigo. Universidad Tecnológica de Panamá. ISBN 978-9962-802-17-4. (enlace roto disponible en Internet Archive; véase el historial, la primera versión y la última).
- Robinson Orobio, David (2003). Soles de papel y tinta. Santillana. ISBN 978-9962-630-87-6. (enlace roto disponible en Internet Archive; véase el historial, la primera versión y la última).
- Robinson Orobio, David (2005). Resistencias (maldiciones al desparpajo). Casa de las Orquídeas. ISBN 978-9962-5513-5-5. (enlace roto disponible en Internet Archive; véase el historial, la primera versión y la última).
- Robinson Orobio, David (2009). Confesiones de un poeta en una ciudad que odia. Casa de las Orquídeas. ISBN 978-9962-5513-6-2. (enlace roto disponible en Internet Archive; véase el historial, la primera versión y la última).
- Robinson Orobio, David (2011). Breviario simple. Editorial Universitaria-UTP. ISBN 978-9962-698-01-2. (enlace roto disponible en Internet Archive; véase el historial, la primera versión y la última).
- Robinson Orobio, David (2013). Territorio de orugas. Editorial Universitaria-UTP. ISBN 978-9962-698-19-7. (enlace roto disponible en Internet Archive; véase el historial, la primera versión y la última).